# Lejeunea lumbricoides
Lejeunea lumbricoides là một loài Rêu trong họ Lejeuneaceae. Loài này được (Nees) Nees mô tả khoa học đầu tiên năm 1845.